# Masada de Martí
La Masada de Martí és una obra de Santa Bàrbara (Montsià) inclosa a l'Inventari del Patrimoni Arquitectònic de Catalunya.

## Descripció
Construcció rectangular disposada quasi en perpendicular a la carretera, dividida en tres vivendes de planta baixa i un pis. Una ha estat reformada trencant el conjunt.
Fàbrica de maçoneria ordinària, emblanquinada recentment amb coberta a dues aigües de teula.
Antic molí que encara conserva la "torre del giny"
També té una sènia, pous i safareigs (basses), així com un emparrat sobre pilastres.
De fet són dos masos, el de més a prop de la carretera és el Mas Martí i el més allunyat és el Mas de Galan.

## Història
A aquesta masia, també dita del Solà, és possible que es congreguessin els veïns del llavors barri de Santa Bàrbara el 1817 per a decidir la petició de segregació de la Galera, inici de la constitució del municipi.